# Musici Medici
Musici Medici ist der Name des Kammerorchesters der Charité-Universitätsmedizin Berlin. Es besteht aus ungefähr 35 Musikern und ging im Jahr 1985 aus einer Kammermusikgruppe des Biochemischen Instituts der Humboldt-Universität zu Berlin hervor.
In den ersten Jahren des Bestehens bestand das Amateur-Orchester über viele Jahre fast ausschließlich aus Medizinstudenten, heute spielen neben diesen auch Ärzte und Geistes- sowie Naturwissenschaftler. Künstlerischer Leiter ist Jürgen Bruns. Neben regelmäßigen Auftritten zu wissenschaftlichen und akademischen Anlässen werden pro Jahr zwei bis drei größere Konzertprogramme erarbeitet. Das Repertoire besteht aus Werken vom Barock bis zur Musik des 20. Jahrhunderts, die auf mehreren CD-Produktionen veröffentlicht wurden.
Konzertreisen führten nach Ungarn, Österreich, Frankreich, Italien, den Niederlanden, in die Schweiz und die Tschechoslowakei.

## Diskografie
- 1996: Musici Medici – Werke von Honegger, Schostakowitsch, Respighi, Gounod, Vivaldi
- 2001: Musici Medici Vol.2 – Werke von Janáček, Vivaldi und Dvořák
- 2006: Musici Medici Vol.3 – Werke von Tansman, Grieg, Vivaldi und Ibert